# Бажани (Словаччина)
Баяни (словац. Bajany, нім. Wajon, угор. Bajánháza) — село, громада в окрузі Михайлівці, Кошицький край, Словаччина. Село розташоване на висоті 107 м над рівнем моря. Населення — 495 чол.

## Історія
Село вперше згадується 1370 року. З 1939 до 1944 року належало Угорщині.
Колишні назви села:
- 1370 — Баянгаза
- 1439 — Баян
- 1556 — Рейдова
- 1686 — Ресдова
- 1786 — Бон'єсти

## Пам'ятки
У селі є римо-католицький костел з 1910 року, реформатський костел з 1936 року та греко-католицька церква святих Кирила і Мефодія з 1992 року.

## Населення
| Рік:            | 1994. | 2004.   | 2014.   | 2024.   |
| --------------- | ----- | ------- | ------- | ------- |
| Кількість осіб: | 507   | 495     | 481     | 438     |
| Різниця:        |       | -2,36 % | -2,82 % | -8,93 % |

| Рік:            | 2023. | 2024.   |
| --------------- | ----- | ------- |
| Кількість осіб: | 443   | 438     |
| Різниця:        |       | -1,12 % |